# Cantón de Orotina
Cantón de Orotina är en kanton i Costa Rica.   Den ligger i provinsen Alajuela, i den centrala delen av landet, 50 km väster om huvudstaden San José.